# José Antonio Morante Gutiérrez
José Antonio Morante Gutiérrez, detto Lico (Rafal, 6 luglio 1944), è un allenatore di calcio ed ex calciatore spagnolo, di ruolo centrocampista.

## Carriera
Lico cresce nelle giovanili dell'Elche, giocando con la squadra filiale, l'Ilicitano. Il 19 dicembre 1965 l'allenatore della prima squadra, Otto Bumbel, lo fa esordire nella Liga spagnola, contro il Pontevedra.
Da quel momento, si afferma nel centrocampo dell'Elche. Nel 1968 è acquistato dall'Espanyol per dieci milioni di pesetas.
Nel 1971, viene acquistato dal Valencia, appena laureatosi campione di Spagna, con Alfredo Di Stéfano in panchina. Di Stéfano aveva già allenato Lico all'Elche, nella stagione 1967-1968, apprezzandolo come giocatore. Per averlo, Di Stéfano lo scambia con Manuel Polinario, che passa all'Español.
Lico gioca quattro stagioni a Valencia, disputando anche la Coppa dei Campioni e la Coppa UEFA. Il 12 gennaio 1972 debutta con la nazionale spagnola, contro l'Ungheria, in quella che sarà la sua unica presenza con la Selección
Nel 1975, all'età di trent'anni, lascia il Valencia e si prosegue la carriera in diversi club della Tercera División, il primo dei quali è l'Albacete. Dopo un'esperienza al Crevillente Deportivo, nel 1980 torna all'Ilicitano. Si lega all'Elche fino al 1983, anno del suo ritiro, proseguendo poi la sua attività con il club Franjiverde come membro dello staff tecnico e all'occorrenza come allenatore.